# Antonio Riestra
Antonio Riestra (México, 1969) es un director de fotografía nacido en México pero que trabaja habitualmente en Estados Unidos y Europa. Ganó el Goya a mejor fotografía y  el Gaudí a mejor fotografía por su trabajo a Pan negro de Agustí Villaronga.

## Trayectoria
Riestra nació en México en 1969. Trabajó como fotógrafo en el Instituto Nacional de los Pueblos Indígenas antes de volver a Ciudad de México y empezar su carrera en cine.
Riestra empezó su carrera en cine trabajando como asistente de cámara con el director francés Pierre Beccu en un documental sobre los refugiados guatemaltecos que volvían a casa suya después de vivir en México. Después de este trabajo, fue contratado para hacer el making of de la película sueca  "Pumas daughter" rodada en el sur de México. Riestra trabaja como primer asistente de cámara en proyectos como  Hechizo en la ruta Maya dirigida por Clare Peploe, protagonizada por Russell Crowe y Bridget Fonda y como operador de cámara en el film mexicano Amores perros y también con Emmanuel Lubezki en el mundo de la publicidad.  A partir de aquí, Riestra trabajó como director de fotografía en varias películas, entre las cuales se encuentran: Normal: The Düsseldorf Ripper (2009) que le valió una candidatura a Mejor fotografía en los Premios León Checo; Pan negro (2010) por el que ganó el Goya y el Premio Gaudí a la mejor fotografía, Lidice (2011), que le valió otra candidatura en los Premios León Checo a mejor fotografía, Katmandú, un espejo en el cielo (2011) de Icíar Bollaín, que le proporcionó otra nominación a mejor fotografía en los Gaudí, y Mama (2013), con la cual fue nominada a la mejor fotografía a los Canadian Screen Awards.
Riestra ha trabajado recientemente en la película Eloise (2017)  dirigida por Rob Legato, Stephanie dirigida por Akiva Goldsman. Es miembro del American Society of Cinematographers (ASC), la Asociación Chca de Cinematógrafos (AČK), la Academia Europea del Cine, la Academia del Cine Catalán y del International Cinematographers Guild.

## Filmografía (parcial)
| Año  | Película                        | Director           | Otras notas                                                 |
| ---- | ------------------------------- | ------------------ | ----------------------------------------------------------- |
| 2000 | Los baños de Celeste            | Yury Tacher        |                                                             |
| 2004 | Mr. Blue                        | Lars C. Steinmeyer |                                                             |
| 2009 | Normal the Düsseldorf Ripper    | Julius Sevcik      | Nominado, Mejor fotografía- Premios León Checo, 2009        |
| 2010 | Pan negro                       | Agustí Villaronga  | Goya a la mejor fotografía, Premio Gaudí a mejor fotografía |
| 2011 | Czech-Made Man                  | Tomás Rehorek      |                                                             |
| 2011 | Lidice                          | Petr Nikolaev      | Mejor fotografía- Premios León Checo, 2012                  |
| 2011 | Katmandú, un espejo en el cielo | Icíar Bollaín      | Nominado, Premios Gaudí a mejor fotografía, 2012            |
| 2013 | Mama                            | Andres Muschietti  | Mejor fotografía- Canadian Screen Award, 2014               |
| 2013 | The Face of Love                | Arie Posen         |                                                             |
| 2015 | Last Knights                    | Kazuaki Kiriya     |                                                             |
| 2015 | Eloise                          | Robert Legato      |                                                             |
| 2016 | Stephanie                       | Akiva Goldsman     |                                                             |